# The United States of America
Gli United States of America sono stati un gruppo rock sperimentale e psichedelico, tra i primi gruppi ad unire musica elettronica ai suoni classici del rock and roll.

## Storia
Si sono formati nel 1967 da Joseph Byrd (musica elettronica, clavicembalo elettrico, organo, calliope, piano, e sintetizzatore Durrett), Dorothy Moskowitz (voce), Gordon Marron (violino elettrico, modulatore ad anello), Rand Forbes (basso elettrico fretless) and Craig Woodson (batteria e percussioni) compagni di college. Ed Bogas (organo, piano e calliope) che all'inizio si univa saltuariamente al gruppo divenne membro effettivo solo con il primo ed unico tour del gruppo.
Lo stile del gruppo univa elementi diversi, dall'avanguardia al rock psichedelico, alla canzone popolare. Caratteristica peculiare, non c'era un chitarrista, all'epoca scelta radicale in gruppo rock. Il gruppo suppliva a ciò con l'utilizzo di tastiere elettroniche, i primi sintetizzatori e un modulatore ad anello.
Il gruppo pubblicò l'unico album, omonimo, nel 1968 per la CBS, ripubblicato nel 2004 in edizione speciale con alcuni inediti. Venne accostato presto a gruppi underground come Velvet Underground o sperimentali come Frank Zappa.
Malgrado le critiche favorevoli le vendite dei dischi stentarono a decollare soprattutto negli USA. Durante il tour promozionale si acuirono i contrasti all'interno del gruppo, ci furono problemi con strumentazione e alcuni membri furono arrestati per possesso di droga. Il gruppo si sciolse entro la fine dell'anno.

## Carriere successive dei componenti
- Joseph Boyd formò i Joe Byrd and the Field Hippies che durarono per un solo disco (The American Metaphysical Circus, del 1969), per proseguire con la carriera solista. Divenne produttore discografico ed insegnante musicale.
- Ed Bogas divenne compositore di colonne sonore per cartoni animati come Peanuts e Garfield.
- Gli altri membri ebbero carriere minori.

## Discografia

### Come The United States of America
- 1968 - The United States of America

### Come Joe Byrd and the Field Hippies
- 1969 - The American Metaphysical Circus